# Gerald Hertneck
Gerald Hertneck (ur. 18 września 1963 w Monachium) – niemiecki szachista, arcymistrz od 1991 roku.

## Kariera szachowa
W szachy gra od 11. roku życia. Pierwszymi jego sukcesami były zwycięstwa w mistrzostwach Republiki Federalnej Niemiec juniorów do 16 lat (1980) oraz w międzynarodowych mistrzostwach Szwajcarii (1982) i RFN (1983), jak również w nieoficjalnych mistrzostwach NATO (Nørresundby 1983). W 1985 r. zadebiutował w reprezentacji kraju na drużynowych mistrzostwach świata, rozegranych w Lucernie. Był również dwukrotnym uczestnikiem szachowych olimpiad (Manila 1992, Moskwa 1994) oraz drużynowych mistrzostw Europy (Debreczyn 1992, León 2001), w 2001 r. zdobywając wspólnie z drużyną brązowy medal.
Do największych indywidualnych sukcesów Geralda Hertnecka należą:
- dz. I m. w Holonie (1986, wspólnie z Jakowem Murejem i Jehuda Gruenfeldem),
- II m. w Altensteigu (1987, za Ľubomírem Ftáčnikiem),
- dz. II m. w Monachium (1991, za Larry Christiansenem, wspólnie z Aleksandrem Bielawskim, Robertem Hübnerem i Borysem Gelfandem),
- I m. w Zillertal (1993),
- I m. w Katerini (1993),
- I m. w Monachium (1995),
- I m. w Würzburgu (1998),
- dz. I m. w Port-of-Spain (1999, wspólnie z Henrym Urdayem Cáceresem, Stuartem Conquestem i Christopherem Wardem),
- I m. w Aschachu (2000),
- dz. I m. w Bad Wiessee (2000, wspólnie z Konstantinem Lernerem, Rolandem Ekströmem i Aleksandrem Grafem),
- dz. I m. w Bad Wiessee (2002, wspólnie z Michaelem Oratovskym, Lewonem Aronianem, Igorem Chenkinem, Konstantinem Landą, Rolandem Schmaltzem i Władimirem Małachowem).

Dwukrotnie (Monachium 1987, Pula 2000) wystąpił w turniejach strefowych (eliminacji mistrzostw świata). W barwach Bayernu Monachium pięciokrotnie (1986, 1989, 1990, 1991, 1992) zdobył tytuły drużynowego mistrza Niemiec, był również zdobywcą Klubowego Pucharu Europy (1992).
Najwyższy ranking w dotychczasowej karierze osiągnął 1 stycznia 1994 r., z wynikiem 2615 punktów dzielił wówczas 32-36. miejsce na światowej liście FIDE, jednocześnie zajmując 3. miejsce (za Arturem Jusupowem i Rustemem Dautowem) wśród niemieckich szachistów.